# سرگی نوویکوف
سرگی نوویکوف (روسی: Серге́й Петрович Новиков؛ (زادهٔ ۱۵ دسامبر ۱۹۴۹ – درگذشتهٔ ۱۶ آوریل ۲۰۲۱) جودوکار اهل شوروی بود.